# قاسم بصیر
قاسم بصیر یک موشک بالیستیک میان‌برد ساخت ایران است که در مهٔ ۲۰۲۵ رونمایی شد. این موشک با پیشران سوخت جامد و سامانه‌ای دو مرحله‌ای، به‌عنوان گونه‌ای بهبودیافته از سری حاج قاسم معرفی شده که به نام فرمانده نیروی قدس، قاسم سلیمانی، نام‌گذاری شده است. مقام‌های ایرانی اعلام کرده‌اند که موشک قاسم بصیر بردی در حدود ۱٬۲۰۰ کیلومتر دارد و از سامانه هدایت ارتقایافته و مقاوم در برابر جنگ الکترونیک برخوردار است. این موشک در تاریخ ۴ مهٔ ۲۰۲۵ توسط وزیر دفاع ایران، سرتیپ عزیز نصیرزاده، در تلویزیون دولتی ایران رونمایی شد. ایران مدعی است که موشک قاسم بصیر توانایی عبور از سامانه‌های پیشرفتهٔ دفاع موشکی را دارد و می‌تواند اهداف مشخص را با دقت و بدون نیاز به جی‌پی‌اس مورد اصابت قرار دهد. هرچند تحلیل‌گران غربی در صحت این ادعاها که به‌احتمال زیاد رنگ‌وبوی تبلیغات حکومتی دارند، تردید وارد کرده‌اند. با وجود تداوم مذاکرات توافق هسته‌ای با واشینگتن، ایران تصمیم گرفت موشک جدید خود را به نمایش بگذارد و هشدار داد که در صورت به چالش کشیده‌شدن، به ایالات متحده و شرکای غربی‌اش حمله خواهد کرد.

## توسعه
موشک قاسم بصیر از دل برنامه توسعه موشکی نیروی هوافضای سپاه پاسداران انقلاب اسلامی پدید آمد. این موشک به‌صراحت به‌عنوان ارتقایی از موشک بالیستیک میان‌برد شهید حاج قاسم شناخته می‌شود که نخستین بار در سال ۲۰۲۰ رونمایی شده بود.

### طراحی و ویژگی‌های فنی
طراحی موشک قاسم بصیر بر عملکرد پیشران سوخت جامد و کاهش قابلیت شناسایی شدن تأکید دارد. موتورهای دو مرحله‌ای سوخت جامد این موشک، زمان آمادگی پرتاب را نسبت به موشک‌های سوخت مایع کاهش می‌دهند. طول این موشک حدود ۱۱ متر و وزن آن در حدود ۷ تُن است و دارای یک کلاهک جنگی با وزن تقریبی ۵۰۰ کیلوگرم می‌باشد. گزارش شده است که بدنهٔ آن از مواد ترکیبی الیاف کربن ساخته شده تا جرم سازه‌ای و مقطع راداری آن کاهش یابد. پایداری موشک با کمک هشت بالچهٔ بزرگ در عقب تأمین می‌شود. برخلاف برخی دیگر از موشک‌های میان‌برد ایرانی (مانند موشک بالستیک سجیل)، قاسم بصیر از بردار رانش استفاده نمی‌کند؛ در عوض، برای اصلاح مسیر خود به بالچه‌های آیرودینامیکی ثابت و سطوح کنترلی میانی وابسته است. این موشک قابلیت پرتاب از روی پرتاب‌گرهای متحرک را دارد که بقاپذیری سامانه پرتاب را افزایش می‌دهد. برآورد منابع ایرانی حاکی از آن است که قاسم بصیر هنگام بازگشت به جو سرعتی تا حدود ۱۱ ماخ دارد و با سرعتی در حدود ۵ ماخ به هدف برخورد می‌کند، که آن را در مرحلهٔ نهایی پرواز در ردهٔ پرواز هایپرسونیک قرار می‌دهد.
ایران اعلام کرده که موشک قاسم بصیر از بدنه‌ای ساده و ماژولار برای تسهیل تولید انبوه بهره می‌برد. مقام‌های ایرانی به نسخه‌های بعدی نیز اشاره کرده‌اند که دارای برد افزایش‌یافته (تا حدود ۱۸۰۰ کیلومتر) و سامانه‌های ورود مجدد پیشرفته‌تر خواهند بود. قاسم بصیر طولانی‌ترین برد را در میان موشک‌های میان‌برد ایران که دارای جستجوگر الکترواپتیکی هستند، دارد. برد این موشک از موشک‌های مشابه خود مانند ذوالفقار بصیر فراتر می‌رود.

#### سامانه هدایت
سامانه هدایت موشک قاسم بصیر ترکیبی از سامانه ناوبری اینرسی و حسگر پیشرفتهٔ الکترواپتیکی برای مرحلهٔ نهایی است. به‌گفتهٔ وزارت دفاع و پشتیبانی نیروهای مسلح، این موشک دارای دوربینی با قابلیت تصویربرداری حرارتی (مادون‌قرمز) است که امکان شناسایی و هدف‌گیری بصری اهداف بر پایهٔ سیگنال‌های حرارتی را فراهم می‌کند، به این معنا که می‌تواند هدف خود را «ببیند» و بدون وابستگی به سیگنال ماهواره‌ای جی‌پی‌اس، به سوی آن هدایت شود. ایران اعلام کرده است که در جریان آزمایش، موشک قاسم بصیر تحت جمینگ شدید پرواز کرده و در عین حال، جستجوگر نوری مستقل و واحدهای ناوبری درونی مسیر را حفظ کرده‌اند. ناظران اشاره کرده‌اند که این نخستین موشک میان‌برد ایرانی است که از جستجوگر نهایی مبتنی بر تصویر (مادون‌قرمز / نوری) بهره می‌برد. در عمل، این سامانه هدایت باعث می‌شود قاسم بصیر تا حد زیادی در برابر اخلال رادیویی مقاوم باشد؛ به گفتهٔ یکی از تحلیل‌گران، با تطبیق تصاویر لحظه‌ای با نقشهٔ ذخیره‌شدهٔ منطقه یا شکل هدف، موشک بدون تکیه بر سیگنال خارجی که ممکن است مسدود شود، مسیر خود را تنظیم می‌کند. ایران مدعی است که قاسم بصیر دقتی در حد «چند متر» دارد.

#### گریز از دفاع موشکی
قاسم بصیر برای انجام مانورهای نهایی جهت گریز از سامانه‌های پدافندی نیز طراحی شده است. کلاهک جنگی آن از موتور بوستر جدا شده و به‌صورت یک کلاهک بازگشتی مانورپذیر (MaRV) با بالچه‌های کنترلی متحرک عمل می‌کند. این بالچه‌ها به کلاهک امکان می‌دهند که در حین بازگشت به جو، در سرعت‌های مافوق صوت تغییر مسیر ناگهانی انجام دهد. شکل کلاهک برای کاهش نیروی پسا و مقطع راداری در مرحله پس از شتاب‌دهی بهینه‌سازی شده است، که شناسایی و رهگیری آن را پیچیده‌تر می‌سازد. به‌گفتهٔ منابع ایرانی، این مانورها باعث شده‌اند که موشک قاسم بصیر بسیار دشوارتر رهگیری شود؛ تهران مدعی است که نرخ رهگیری آن توسط سامانه‌های مدرن تنها در حدود ۵٪ است. افرادی مانند آندریاس کریگ، استاد ارشد در کینگز کالج لندن، نسبت به ادعاهای ایران در مورد موشک جدید ابراز تردید کرده‌اند و گفته‌اند که این گفته‌ها باید با «احتیاط» بررسی شوند. او همچنین افزوده است که «ایران زیاد ادعا می‌کند» تا موضع بازدارندگی خود را در آستانهٔ تشدید تنش نظامی با آمریکا حفظ کند.
| ویژگی          | عدد / مشخصه گزارش‌شده | مزیت ادعاشده |
| -------------- | --- | --- |
| برد            | حدود ۱٬۲۰۰ کیلومتر (گزارش شده که نمونه‌ای با برد ۳٬۰۰۰ کیلومتر بر پایه طراحی موشک‌های کره شمالی در دست توسعه است)                  | تهدیدی برای پایگاه‌های غربی در منطقه، به‌ویژه پایگاه‌های آمریکا |
| سرعت           | تا حدود ۱۲ ماخ (مشابه حاج قاسم)                                                                                                  | |
| سرعت برخورد    | حدود ۵ ماخ | |
| بدنه           | مواد ترکیبی الیاف کربن | کاهش جرم سازه‌ای و مقطع راداری، تضعیف توان کشف اولیه توسط رادارها |
| طول            | تقریباً ۱۱ متر | |
| جرم پرتاب      | تقریباً ۷ تُن | |
| خودروی پرتاب‌گر | خودرو پرتاب‌گر متحرک (TEL) | |
| کلاهک          | حدود ۵۰۰ کیلوگرم (تک‌کلاهکه یا ماژولار)                                                                                           | |
| نوع سوخت       | سوخت جامد | آمادگی سریع‌تر برای پرتاب و پایداری در شرایط نگهداری |
| پیشران         | موتور دو مرحله‌ای با سوخت جامد | |
| سامانه هدایت   | سنسور تصویربرداری حرارتی، تصویربرداری الکترواپتیکی و واحدهای اینرسی داخلی (IMU) به همراه اقدامات الکترونیکی متقابل محافظتی (EPM) | دقت بهبودیافته با شناسایی هدف بر پایهٔ امضای حرارتی در مرحله نهایی پرواز، بدون وابستگی به سیستم‌های ناوبری ماهواره‌ای (GPS) هرچند طبق گزارش‌ها از قابلیت اصلاح با سیگنال ماهواره‌ای نیز برخوردار است. سامانهٔ EPM هدایت موشک را از اخلال و پارازیت محافظت می‌کند.                                  |
| بازگشت به جو   | وسیله بازگشت مانورپذیر (MaRV) | کاهش پسا، کاهش سطح مقطع راداری، و افزایش بازدهی پروازی. امکان انجام مانورهای گریز از رهگیری در مرحله ورود به جو، از طریق تغییر مسیر در لحظه. مشخص نیست که آیا مانور ورود غیر بالستیک به جو مانند پرواز گلاید یا حرکات موج‌دار انجام می‌دهد یا صرفاً در منطقهٔ هدف حرکات تصادفی گمراه‌کننده دارد. |

## آزمایش و رونمایی
بر اساس اعلام وزارت دفاع و پشتیبانی نیروهای مسلح ایران، موشک قاسم بصیر در تاریخ ۲۷ تا ۲۸ فروردین ۱۴۰۴ (۱۶–۱۷ آوریل ۲۰۲۵) با موفقیت آزمایش شد و هدفی را در فاصله بیش از ۱٬۲۰۰ کیلومتری مورد اصابت قرار داد.
مراسم رونمایی رسمی این موشک در تاریخ ۱۵ اردیبهشت ۱۴۰۴ (۴ مهٔ ۲۰۲۵) برگزار شد، در حالی که مذاکرات ایران و آمریکا به درخواست وزیر خارجه عمان به حالت تعلیق درآمده بود.
در اظهارات عمومی، وزیر دفاع ایران سرتیپ عزیز نصیرزاده و رسانه‌های داخلی بر این نکته تأکید کردند که به روزرسانی اعمال‌شده در سامانه هدایت و قابلیت مانور قاسم بصیر، کاستی‌های موشک‌های پیشین را رفع کرده است. همچنین اعلام شد که پایگاه‌های آمریکایی در منطقه، در صورت تشدید تنش نظامی، اهداف مشروع ایران خواهند بود. رونمایی قاسم بصیر در ادامهٔ سلسله آزمایش‌های اخیر موشکی ایران انجام شد (از جمله موشک هایپرسونیک فتاح) که نشان‌دهندهٔ پیشرفت مداوم فناوری موشکی ایران است.